# Seltmann Rezső
Seltmann Rezső (Hódmezővásárhely, 1889. február 7. – Budapest, 1930. november 17.) tanár, társadalomtudományi író, Seltmann Lajos rabbi fia.

## Élete
Seltmann Lajos (1854–1932) rabbi és Kranovitz Henrietta fia. Elemi iskoláit szülővárosában végezte, majd 1906-ban a helyi református gimnáziumban érettségizett. A Budapesti Tudományegyetemen és a lipcsei egyetemen filozófiát és államtudományt hallgatott. Az utóbbi egyetemhez kapcsolódó Történelmi Intézetben sajátította el a kutatómunkát. 1911-ben filozófiai doktorátust, 1912-ben középiskolai és felsőkereskedelmi tanári okleveleket szerzett. Ezt követően több hazai középiskolában tanított, utoljára az V. kerületi állami főgimnáziumban. A Tanácsköztársaság bukása után megfosztották tanári állásától, s ettől kezdve magyar és külföldi lapok munkatársa lett. Zsidó történelmi tárgyú értekezései, amelyek az inkvizíció korára vonatkoznak az Egyetértésben (1926–27) és a Múlt és Jövőben (1927–1928) jelentek meg. Évenként több előadást tartott az Országos Magyar Izraelita Közművelődési Egyesületben a zsidó történelem köréből. Munkatársa volt a Révai Nagy Lexikonnak és a Közgazdasági Enciklopédiának, továbbá a Magyar zsidó lexikonnak. Halálát mérgezés okozta.
Sírja a Hódmezővásárhelyi zsidó temetőben található.

## Főbb művei
- A német politikai pártok története (Pallas, 1911)
- Ranke, mint politikus (1913)
- Az orosz agrárreform (1915)
- Fokozza-e a telepítés a termelést? (1915)
- A hűbéri társadalom kora (1919)
- Fascista ideológia és angol reálpolitika (1926)
- A szocializmus Szovjetoroszországban (1926)
- J. Bellers, a Páneurópa-gondolat atyja (1926)
- A fejlődés törvényszerűtlensége a történelemben (Kolozsvár 1926); u. a. szerb nyelven (1927)
- A háború utáni államok agrárreformjai (20 tanulmány, Szabadka, 1928)
- Az inkvizíció a történelmi kutatások megvilágításában (Budapest, 1928)